# 妙圓寺 (栗原市)
妙圓寺（みょうえんじ）は、宮城県栗原市に所在する日蓮正宗の寺院。山号は高北山（こうほくさん）。

## 起源と歴史
- 1332年（元弘2年）- 陸前国宮野に法華堂が建立される。開基は日蓮正宗第3祖日目。開基檀那は地元の領主の宮野氏である。
- 1764年（明和元年）- 仙台に大石寺の末寺を建立しようとしたため、それに反対する他宗の僧侶や役人により、仙台法難が起こり、妙圓寺信徒も迫害を受ける。
- 1804年（文化元年）- 洞ノ口法難が起こる。

## 寺院周辺
- 宮城県築館高等学校
- 宮野郵便局

## 交通アクセス
- 東北新幹線くりこま高原駅より車で15分。
- 東北自動車道築館インターチェンジより車で10分。